# Ian Lake
Ian Lake (Basseterre, 9 de março de 1982) é um futebolista são-cristovense.